# Willem Aerts
Willem Aerts (overleden op 8 april 1538) was architect en beeldhouwer in de stad Brugge.

## Levensloop
Aerts behoorde tot een familie van meester-steenhouwers, die hoofdzakelijk in de zestiende eeuw in Brugge actief waren. Hij werd lid van het ambachtsbestuur van de metselaars en was onder meer deken in 1534 en 1536.
Een paar van zijn werken zijn bekend.
In 1520 ontwierp en bouwde hij een galerij voor het paleis van het Brugse Vrije op de Burg. Het werd in 1722 gesloopt.
In 1528-1529 ontwierp hij het trappenhuis en de gevel van de Heilig Bloedkapel en van de Criminele Griffie op de Burg. Het ontwerp werd uitgevoerd door Chistiaan Sixdeniers. De gebouwen werden grotendeels verwoest tijdens de Franse overheersing op het einde van de achttiende eeuw en gereconstrueerd tussen 1831 en 1891.
De stenen beelden boven de Civiele Griffie (1536) waren van Aerts. Ze werden zwaar beschadigd tijdens de Franse overheersing en in de negentiende eeuw vervangen door bronzen beelden.
De gewelfsleutels onder de doorgang in de Blinde-Ezelstraat waren zeer waarschijnlijk door Aerts gemaakt.